# IC 2195
IC 2195 је ознака објекта на координатама са ректансцензијом 7h 28m 27,0s и деклинацијом - 51° 15" 24'. Открио га је Делајл Стјуарт, 1900. године. Каснијим посматрањима на том положају није уочен никакав астрономски објекат.